# 카렌 펜스
카렌 수 배튼(영어: Karen Sue Batten, 1957년 1월 1일 ~ )은 마이크 펜스 부통령의 아내이다. 미국 캔자스주 맥코넬 공군 기지에서 태어났다.